# Folk-pop
Se conoce como folk-pop, o pop folclórico, a un tipo de música conformado por canciones que, o bien se trata de canciones folclóricas procedentes de la tradición popular a las que se les ha añadido arreglos pop para darles un aire más moderno y comercial, o por el contrario, son canciones nacidas bajo el estilo pop, pero incorporando arreglos más íntimos y tradicionales procedentes de la música folclórica.
Bajo el término genérico de folk pop o pop folclórico se engloban géneros musicales de distintos países o regiones los cuales surgieron mayormente en los años 60, en paralelo al folk-rock que triunfó por aquella época, aunque reemplazando el sonido más guitarrero de este por un estilo más suave y melódico asimilable al de la música pop. Está también relacionado con el estilo cantautor, aunque presenta unos arreglos generalmente más bailables que este y más próximos al pop o a la canción melódica.
Los ejemplos de fusión de pop y música folclórica de distintas clases y de distintos lugares y culturas del mundo suelen recibir denominaciones más específicas en cada uno de ellos (schlager, zydeco, celtic fusion, música pimba, chalga, turbo-folk, pop balcánico, etc.) y se suelen encuadrar dentro de lo que se conoce como world music.

## Artistas principales
Estados Unidos
- Simon and Garfunkel
- Seals and Crofts
- Don McLean
- Jim Croce
- Lobo
- England Dan & John Ford Coley
- Big Red Machine.

Latinoamérica
- Natalia Lafourcade

- Julieta Venegas
- Mon Laferte
- Silvana Estrada
- Kevin Kaarl
- Paz Court
- Carla Morrison
- Benjamín Walker
- Lido Pimienta
- Ed Maverick
- Morat
- Najwa
- Dulce María

##### España
- Manolo Escobar
- Rocío Jurado
- Isabel Pantoja
- Juan Pardo